# آدوابه
آدوابه (قرى يسكنها الأرقاء والأرقاء السابقون) هي قرى زراعية في موريتانيا، يقطنها بشكل رئيسي بعض الأرقاء السابقين والمواطنين المهمشين. وتتشكل نسبة كبيرة من فقراء الريف في موريتانيا من قرى آدوابه.[بحاجة لمصدر]

## الروابط
- www.minorityvoices.org موريتانيا: MRG تزور مجتمع الحراطين كجزء من حملة لإنهاء الرق
- آخر معقل للعبودية
- Urs Peter Ruf (1999). Ending slavery: hierarchy, dependency, and gender in central Mauritania. Transcript Verlag, 1999. ISBN:9783933127495.